# A.k.a. Cartoon
a.k.a. Cartoon o a.k.a. CARTOON es un estudio canadiense de animación situado en Vancouver, Columbia Británica. Fue fundado el 1 de abril de 1994 hasta 2007, por Danny Antonucci.
A.k.a. Cartoon creó y produjo para la cadena MTV la serie animada The Brothers Grunt, aunque es más conocida por la serie Ed, Edd y Eddy que anteriormente se transmitía en Cartoon Network. El lema en inglés de la compañía es:

¡Dedicado a la producción de animación para todos, quieran o no!
Dedicated to producing animation for everyone, whether they want it or not!

Ed, Edd y Eddy comenzó en 1999 pero tras su fin en noviembre de 2009, se desconoce en que está trabajando actualmente A.k.a Cartoon, pero Danny Antonucci afirmó por correo electrónico que están llevando a cabo nuevos productos.
- Datos: Q3491471